# Киджан
Киджан (кор. 기장군 Киджангун) — муниципальный уезд в составе Пусан, Республика Корея. Административный центр — уездный город Киджан.

## История
Киджан впервые появляется под своим нынешним названием в 757 году, в периоде Объединённого Силла. В то время входил в Киджан-хёном, часть уезда Тоннэ. В книге «Самгук саги» он был известен как «Капхваянгок».

## География
Киджан является одним из наиболее сельских регионов Пусана, и состоит в основном из свободных и сельскохозяйственных угодий. Примерно 156,7 из 217,9 квадратных километров не обрабатываются и покрыты лесом, рельеф в основном холмистый. Население уезда неуклонно растет с 1990 года, когда оно составляло 56 847.

## Экономика
Благодаря своему расположению на побережье Корейского пролива, Киджан известен как центр по производству различных видов морепродуктов. Они включают в себя анчоусы и бурые водоросли.

## Туризм и достопримечательности

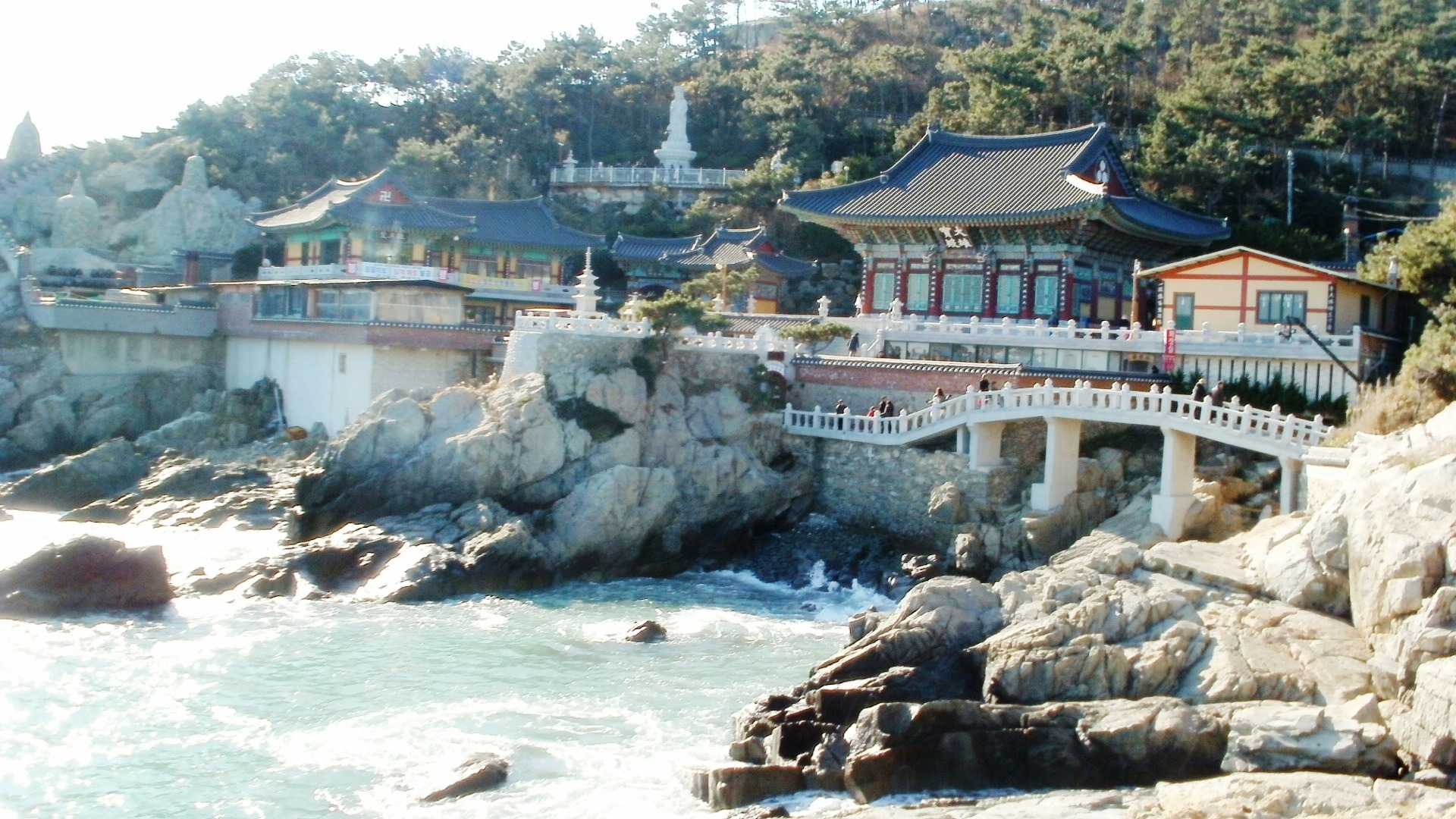
Буддийский монастырь Хэдон Ёнгунса

К историческим достопримечательностям уезда относятся буддийский храм Чананса (장안사), который был построен монахом Вонхё в VII веке, и японская крепость в Чуксонни в Киджане (기장 죽성리 왜성), которая была построена Куродой Нагамасой во время Японских вторжений в Корею в конце XVI века. В центре уезда находится конфуцианская школа Киджанхянгё (기장향교), крепость Киджаныпсон (기장읍성) и военный офис Чангванчхон во времена Королевства Чосон. На востоке уезда находятся известный буддийский монастырь Хэдон Ёнгунса (해동 용궁사) и Пусанский национальный музей науки (국립부산과학관).